# A pestis (regény)
A pestis (La Peste) Albert Camus 1947-ben megjelent regénye.

## Tartalom
Azok a különös események, melyekről ez a krónika szól, 194*-ben játszódtak le Oranban. Általános a vélemény, nem is illettek ide, mert kissé meghaladták mindazt, ami mindennapos. Márpedig első pillantásra Oran mindennapos város: francia megyefőnöki székhely az algériai tengerparton, mindössze ennyi. Maga a belváros, valljuk be, csúnya. (…) Április 16-án Bernard Rieux doktor a rendelőjéből kilépve, a lépcsőházban egy döglött patkányba botlott.
Így kezdődik Albert Camus első és legnagyobb hatású regénye. Egy békés kisvárosban pestisjárvány üti fel a fejét. A lakosok tehetetlenek, aztán már beletörődnek. Csak Rieux doktor nem adja fel, harcba kezd az elkerülhetetlennek látszó végzettel. Ő és a város lakói az emberben megbúvó jóság erejét fel tudják szólítani.
Camus 1942-ben, a németek által megszállt Franciaországban kezdte írni regényt, amely 1947-ben tudott csak megjelenni. A regény megjelenésekor az olvasók a cselekvés lehetőségeit ismerték fel benne. A pestist sokáig csak a fasizmus elleni harc metaforájának tartották. Ma már úgy olvassuk, hogy látjuk, messze túlmutat az aktualitásokon.
a pestis kórokozója évtizedekig vár (…), míg újra el nem jön az ideje, amikor is a pestis – az emberek szerencsétlenségére és épülésére – ismét csatasorba rendezi a patkányokat, hogy egy boldogan élő emberi közösségre ráuszítsa őket.

## Színház
Színpadra Francis Huster írta, s a Vígszínház mutatta be Hegedűs D. Géza előadásában, Dömötör András rendezésében 2011-ben.

## Filmadaptáció
- 1992: A pestis, rendezte: Luis Puenzo, főszereplők: William Hurt, Robert Duvall, Sandrine Bonnaire és Jean-Marc Barr

## Magyar kiadások
- A pestis; Jelenkor, Budapest, 2019, 2020, 2023, ISBN 9789636768669, Fordította: Vargyas Zoltán
- A pestis; Európa, Budapest, 2001, 2004, 2011, ISBN 9630769751, Fordította: Győry János, Vargyas Zoltán
- A pestis; Európa, Budapest, 1992, ISBN 9630753901, Fordította: Győry János, Vargyas Zoltán
- A pestis / A bukás; ford. Győry János, Szávai Nándor, bev. Köpeczi Béla; Magvető, Bp., 1962 (Világkönyvtár)